# 9А82
9А82 (за класифікацією НАТО — SA-12B «Giant») — радянська та російська самохідна пускова установка зі складу ЗРК С-300В.

## Історія створення
Розробка пускової установки 9А82 була розпочата за єдиними тактико-технічними вимогами до ЗРК С-300В. Роботи велися у тульському НДЕМІ. У 1988 році 9А82 було прийнято на озброєння у складі ЗРК С-300В.

## Опис конструкції
Пускова установка 9А82 призначається для підготовки та запуску зенітних керованих ракет 9М82. Ракети можуть бути розміщені як на самій пусковій установці в транспортно-пускових контейнерах 9Я238, так і на сполученій з нею пуско-заряджальній установці 9А84. Переведення ракет у бойове положення здійснюється спеціальними гідроприводами. Установка забезпечує роботу ЗКР від моменту запуску до ураження цілі, здійснює підсвічування цілі, і навіть видачу коригувальних команд. Підготовка ракет до запуску виконується після надходження команд від багатоканальної станції наведення ракет 9С32. Під час роботи 9А83 відбувається постійний обмін інформацією з 9С32, проводиться аналіз цілевказівки та відображення положення цілі в зоні ураження. Попри загальну схожість із пусковою установкою 9А83, у конструкції 9А82 є певні відмінності: змінена конструкція пристрою приведення транспортно-пускових контейнерів у бойове положення, а також механічна частина підсвічування радіолокаційної станції.
У комплект бортової апаратури установки 9А82 входять:
1. Радіоелектронна апаратура з ЕОМ
2. Засоби підготовки ЗКР 9М82 до старту
3. Система телекодового зв'язку
4. Обладнання топоприв'язки та навігації
5. Газотурбінний двигун для автономного електропостачання.

### Ходова частина
Всі засоби пускової установки 9А82 встановлені на спеціальне гусеничне шасі, що має індекс ГБТУ — «Об'єкт 831» (рос. Объект 831). Шасі розроблено у конструкторському бюро Ленінградського заводу імені Кірова. В основі конструкції лежить шасі самохідної гармати 2С7 «Піон». Змінено положення моторно-трансмісійного відділення (перенесено до кормової частини машини), вузли та агрегати шасі по окремих вузлах уніфіковані з танками Т-72 та Т-80.

## Модифікації
- 9А82 — пускова установка ЗРК С-300В
- 9А82М — пускова установка ЗРК С-300ВМ із ЗКР 9М82